# Виљано д'Асти
Виљано д'Асти (итал. Vigliano d'Asti) је насеље у Италији у округу Асти, региону Пијемонт.
Према процени из 2011. у насељу је живело 230 становника. Насеље се налази на надморској висини од 245 м.

## Становништво
| 1931. | 1936. | 1951. | 1961. | 1971. | 1981. | 1991. | 2001. | 2011. |
| ----- | ----- | ----- | ----- | ----- | ----- | ----- | ----- | ----- |
| 1.340 | 1.274 | 1.087 | 969   | 861   | 769   | 792   | 823   | 887   |